# Matthäus Merian den ældre
Matthäus Merian den ældre (født 22. september 1593 i Basel, død 19. juni 1650 i Bad Schwalbach, indtil 1927 'Langenschwalbach') var en schweizisk-tysk raderer og forlægger, elev af Dietrich Meyer (1572–1658) i Zürich. Matthäus Merian var far til Maria Sibylla Merian.
Efter studieophold i Strasbourg, Paris og Nederlandene bosatte Merian sig i sin fødeby, indtil han 1624 flyttede til Frankfurt am Main, hvor han overtog sin svigerfader Johann Theodoe de Brys store forlagsvirksomhed.
Merians utrolig store produktion omfatter så godt som alle genrer: landskaber, jagt- og slagscener, bibelillustrationer. Har han raderet hoffester såvel som en række portrætter (Gustaf Adolf, Wallenstein og mange andre), men størst betydning har hans topografiske og historiske illustrationsværker, således prospekter fra en mængde byer og slotte - Frankfurt, Stuttgart, Heidelberg og andre - og værkerne Topographia (tekst af Zeiler), Gottfrieds Chronik og Theatrum Europaeum.
Kobberstiksamlingen i København har en rig samling af Merians raderinger.